# Selma Jacobsson
Selma Ida Jacobsson, född 27 januari 1841 i Stockholm, död 30 mars 1899 i Stockholm, var svensk hovfotograf.  
Selma Jacobsson utbildade sig hos fotografen Bertha Valerius och studerade sedan i Wien i Adéles ateljéer och hos fotografiprofessor Monuckhoven i Gent. Hon upprättade 1872 en ateljé i Stockholm, först på Drottninggatan och från 1877 på Fredsgatan 15. Hon tog över sin första ateljé efter Valerius. Bland hennes kunder fanns främst diplomatin och den högsta societeten. År 1899 blev hon "Kungl. Hoffotograf", men avled senare samma år.  
Selma Jacobsson var dotter till grosshandlaren Levi Abraham Jacobsson och Sally Pohl. Hon var syster till operasångerskan Agnes Jacobsson och arkitekten Ernst Jacobsson samt svägerska till John Smedberg. Selma Jacobsson var från 1881 gift med språkforskaren Norayr de Byzance. Makarna är begravda på Norra begravningsplatsen utanför Stockholm.

## Galleri

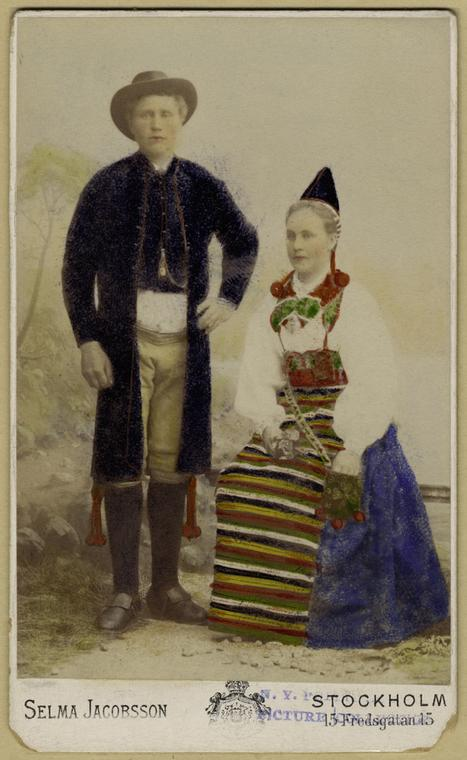
Kolorerat studiofotografi av folkdräkter.
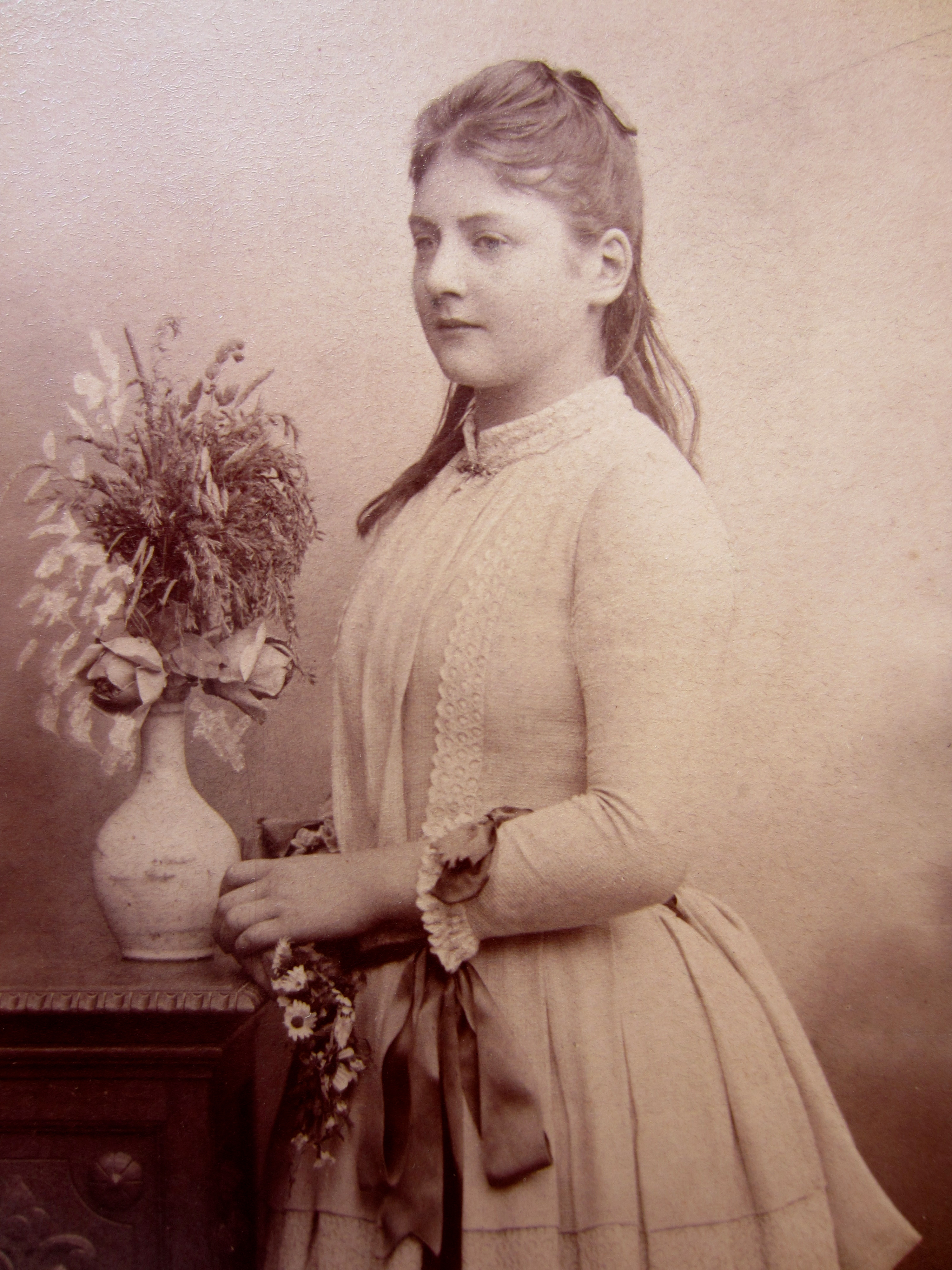
Märta Abenius, foto från omkring 1886.
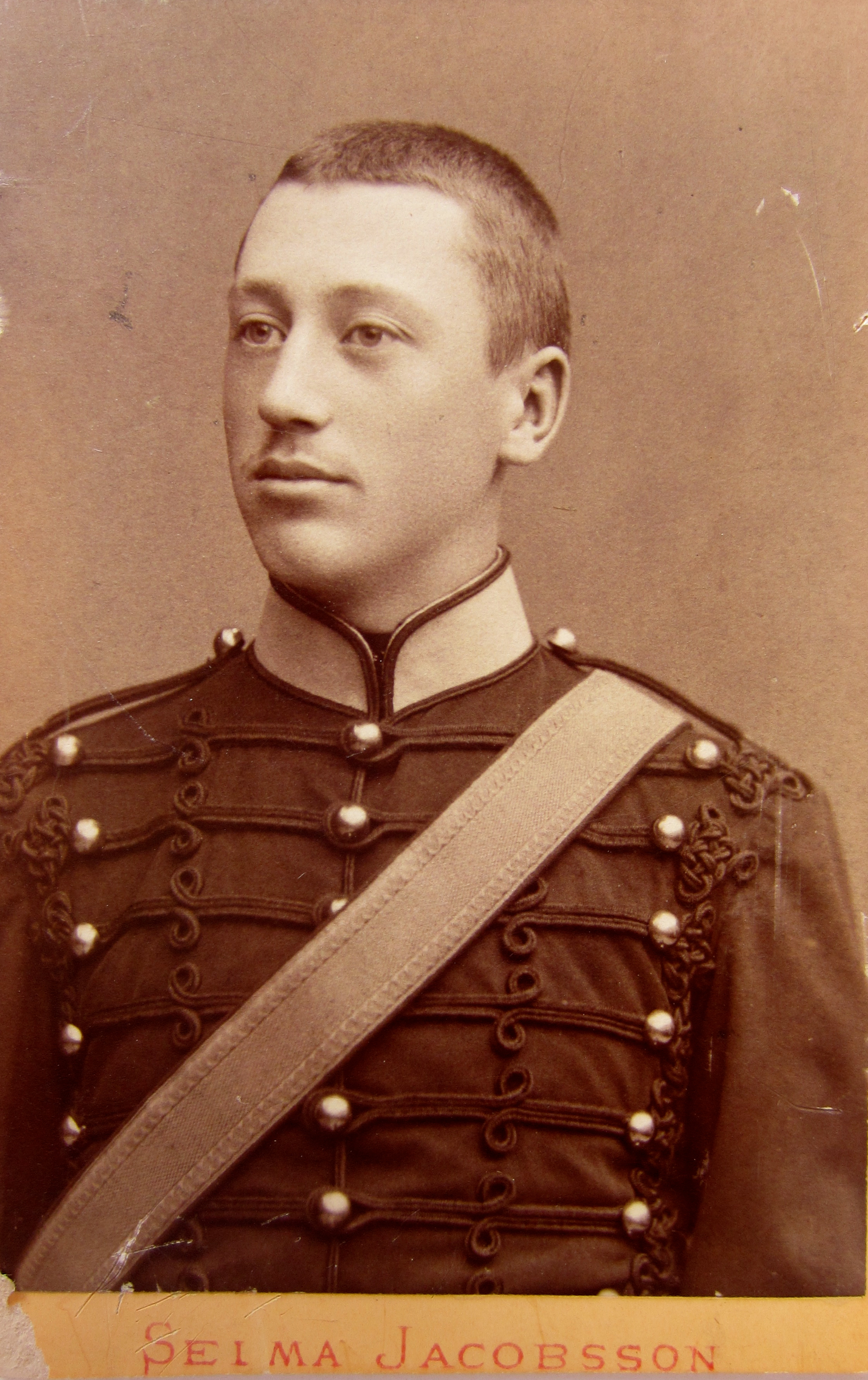
Allan Abenius, foto från omkring 1890.
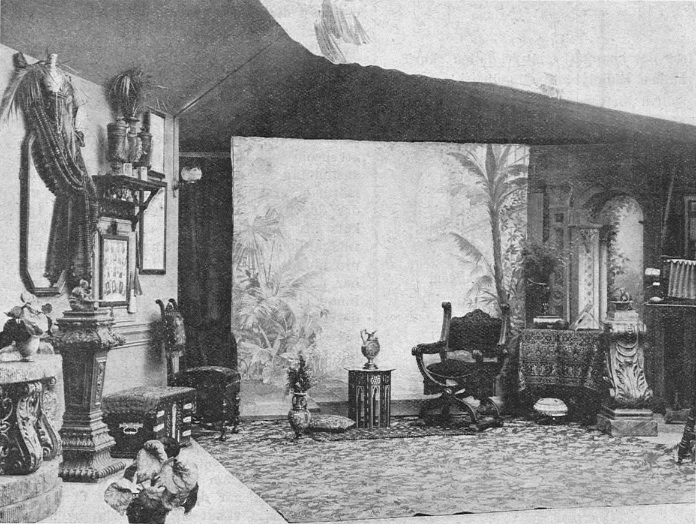
Selma Jacobssons ateljé.
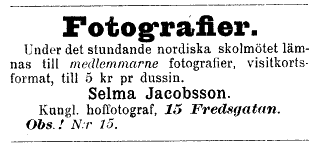
Annons i Svensk Läraretidning 1895.